# ダイハツ・ZA型・ZD型エンジン
ダイハツ・ZA型・ZD型エンジンは、ダイハツ工業が1957年から1971年まで生産していた軽三輪自動車専用エンジンである。

## 概要
軽三輪自動車専用に開発された強制空冷2サイクルピストンリードバルブ単気筒エンジンで、1957年にミゼット専用エンジンとして登場した。

## 系譜
- ZA型（1957年-1962年）→ZD型（1959年-1971年）

## バリエーション・搭載車種

### ZA（初期型）
- 製造期間 1957年-1959年
- シングルキャブレター
- 総排気量 249cc
- 内径×行程 62.0×66.0mm
- 最高出力 8PS/3,600rpm
- 最大トルク 1.8kg-m/2,400rpm
- 圧縮比 9.0:1
- 搭載車種 ミゼットDKA/DKII

### ZA（改良型）
- 製造期間 1958年-1962年
- シングルキャブレター
- 総排気量 249cc
- 内径×行程 62.0×66.0mm
- 最高出力 10PS/4,000rpm
- 最大トルク 1.9kg-m/2,500rpm
- 圧縮比 9.0:1
- 搭載車種 ミゼットDSA/DSAV/DSAP/MPA/MPAV/MP2/MP2V

### ZD
- 製造期間 1959年-1971年
- シングルキャブレター
- 総排気量 305cc
- 内径×行程 72.0×75.0mm
- 最高出力 12PS/4,500rpm
- 最大トルク 2.2kg-m/2,500rpm
- 圧縮比 9.0:1
- 搭載車種 ミゼットMP3/MP3V/MP4/MP4V/MP5/MP5V

## リンク
- ダイハツ・エンジン一覧